# Peter Thompson (labdarúgó, 1942)
Peter Thompson (Carlisle, 1942. november 27. – 2018. december 31. vagy előtte) angol válogatott labdarúgó.
Az angol válogatott tagjaként részt vett az 1968-as Európa-bajnokságon.

## Pályafutása

### A válogatottban
1964 és 1970 között 16 alkalommal szerepelt az angol válogatottban. Tagja volt az 1968-as Európa-bajnokságon bronzérmet szerző csapatnak.

## Sikerei, díjai
Liverpool
- Angol bajnok (2): 1963–64, 1965–66
- Angol kupa (1): 1965
- KEK-döntős (1): 1965–66
- Angol szuperkupa (3): 1964 (megosztva), 1965 (megosztva), 1966

Bolton Wanderers
- Angol másodosztályú bajnok (1): 1977–78

Anglia
- Európa-bajnoki bronzérmes (1): 1968